# Kavakami Genicsi
Kavakami Genicsi (川上源一, nyugaton Kawakami Gen’ichi) (Hamakita, 1912. január 30. – 2002. május 25.) japán üzletember. 1950-től 1977-ig és 1980-tól 1983-ig a Yamaha Corporation elnöke. Neki köszönheti a Yamaha nemzetközi sikereit.
Hamakitában született, a Takacsiho Kereskedelmi Főiskolán (ma Takacsiho Egyetem) szerzett diplomát. 1937-ben kezdett a Yamahánál dolgozni, ahol az édesapja, Kavakami Kaicsi 1927 óta elnöki szerepet töltött be. 1976-ban visszavonult, több zenéről szóló könyvet is írt, és megalapította a világ legnagyobb és legnépszerűbb zeneiskolai közösségi rendszerét.
90 évesen hunyt el Hamamacuban. Feleségétől, Tamikótól, egy fia és egy lánya született.